# Val van Saigon
De val van Saigon of bevrijding van Saigon vond plaats op 30 april 1975 en betekende feitelijk het einde van de Vietnamoorlog en hiermee de hereniging van Noord-Vietnam en Zuid-Vietnam tot de Socialistische Republiek Vietnam. In de Westerse wereld wordt deze gebeurtenis de val van Saigon genoemd, terwijl de Vietnamese communisten deze gebeurtenis de bevrijding van Saigon noemen.
Onder bevel van generaal Văn Tiến Dũng begonnen de Noord-Vietnamese troepen op 29 april 1975 hun slotoffensief met een zwaar artilleriebombardement. Een dag later, in de loop van de middag, hadden de Noord-Vietnamese troepen de belangrijkste punten in Saigon ingenomen en hesen ze hun vlag op het presidentieel paleis. Kort daarna capituleerde de Zuid-Vietnamese regering.
Voorafgaand aan de val vond er de evacuatie plaats van vrijwel alle Amerikanen en tienduizenden Zuid-Vietnamese burgers. Het was de grootste evacuatie per helikopter ooit. Vele tienduizenden Zuid-Vietnamese vluchtelingen moesten echter achtergelaten worden, terwijl vele andere Vietnamezen poogden over de Zuid-Chinese Zee te ontsnappen aan de communistische invalsmacht.

## Verloop
Terwijl het Noord-Vietnamese leger langzaam maar zeker het zuiden innam middels het voorjaarsoffensief van 1975, kwam er steeds meer verzet van binnenuit tegen president Nguyen Van Thieu. Zo werden er in april 1975 staatsgrepen tegen zijn bewind gepland. Deze zijn echter niet uitgevoerd. Uiteindelijk trad Thieu op 21 april af. Zes dagen later werd hij opgevolgd door Duong Van Minh, die slechts drie dagen in functie zou blijven.
Op 27 april werden voor het eerst in ruim drie jaar raketten afgevuurd op Saigon. Twee dagen later werd de luchthaven getroffen door zwaar artillerievuur. Daarop besloten de Amerikaanse militairen de evacuatie van Amerikanen en Zuid-Vietnamezen met helikopters voort te zetten. Op 29 april om 10:48 uur begon Operatie Frequent Wind. De helikopters van het Amerikaanse leger vlogen heen en weer tussen Saigon en schepen in de Zuid-Chinese Zee. Tegen de avond waren 395 Amerikanen en ruim 4000 Zuid-Vietnamese burgers geëvacueerd naar Amerikaanse marineschepen en bevriende Vietnamese schepen op zee.
In de ochtend van 30 april 1975 werd de evacuatie van de Zuid-Vietnamese bevolking gestaakt. Vanaf dan vlogen de helikopters alleen nog Amerikanen over. De laatste vlucht verliet Saigon om 7:53 uur.

## Capitulatie van Zuid-Vietnam
Op 29 april om 6:00 uur kreeg de Noord-Vietnamese generaal Dung van het Politbureau de opdracht om de vijand met de grootst mogelijke kracht te verslaan. Na een dag van bombardementen was het Noord-Vietnamese leger klaar om Saigon te bestormen. Op 30 april volgde het bevel om de stad in te nemen. Generaal Dung beval zijn troepen om meteen door te stoten naar belangrijke locaties in de stad.
Om 10:24 uur kondigde Zuid-Vietnamees president Minh de overgave aan. Hij riep het leger op om de gevechten te staken en verzocht alle troepen te blijven waar ze waren. Ook nodigde hij de Voorlopige Revolutionaire Regering uit om zonder bloedvergieten de macht over te dragen. Het Noord-Vietnamese leger was echter niet geïnteresseerd in een officiële machtsoverdracht en nam de stad in. Troepen bestormden het presidentieel paleis, waar Minh werd gearresteerd. Om 11:30 werd de Noord-Vietnamese vlag gehesen en vier uur later verklaarde Minh in een radioboodschap de Zuid-Vietnamese regering voor opgeheven op alle niveaus.
Na de Val van Saigon werd Zuid-Vietnam omgedoopt tot Republiek Zuid-Vietnam. Op 7 mei hield de nieuwe regering een militaire parade door de stad. Toen de Republiek Zuid-Vietnam in 1976 herenigd werd met Noord-Vietnam, veranderde de naam van Saigon in Ho Chi Minhstad. Beide landen gingen verder onder de naam Socialistische Republiek Vietnam.